# Mộng Điệp
Mộng Điệp (1918 - 2014) là nghệ sĩ ca kịch của Việt Nam. Bà được phong tặng danh hiệu Nghệ sĩ ưu tú (năm 1984)

## Tiểu sử và Cống hiến
Nghệ sĩ Mộng Điệp sinh ra ở làng Trường Hà, xã Vinh Phú, huyện Phú Vang, tỉnh Thừa Thiên Huế trong một gia đình có truyền thống hát tuồng. Từ khi còn nhỏ, bà đã cho thấy năng khiếu của mình và noi theo truyền thống gia đình, bà bắt đầu hóa thân vào các vai diễn Tống Địch Thanh, Lưu Thiên Tích, Lý Thiên Luân, Đổng Lang… và biểu diễn ở sân đình, góc chợ khi chỉ mới 12 tuổi.
Năm lên 16, bà đã trở thành một diễn viên Tuồng đầy triển vọng với rất nhiều vai diễn nổi bật. Năm 19 tuổi, bà tham gia diễn ca kịch Huế trong gánh hát kịch Kim Sanh. Trong những năm của thập niên 1940, nghệ sĩ Mộng Điệp đã đi biểu diễn khắp ba miền và qua tận Lào. Bà cũng từng biểu trong Đại Nội Huế vào dịp lễ tứ tuần của Đoan Huy Hoàng Thái hậu (mẹ vua Bảo Đại). Trong những năm chiến tranh, nghệ sĩ Mộng Điệp đã từng ba lần biểu diễn cho chủ tịch Hồ Chí Minh xem những vở diễn điển hình của ca kịch Huế.
Bà từng tham gia Đoàn ca kịch Trung ương và là một trong những người đầu tiên tham gia thành lập Đoàn ca kịch Huế vào năm 1957.
Nghệ sĩ Mộng Điệp có biệt tài chuyên đóng kép nam, bà đã để lại những vai diễn trở thành khuôn mẫu cho tất cả các thế hệ diễn viên sau này, như vai Châu Tuấn trong vở Thoại Khanh - Châu Tuấn, vai Lữ Bố trong vở Phụng Nghi Đình,...
Sau khi Việt Nam thống nhất (năm 1975), bà tiếp tục biểu diễn và tham gia giảng dạy bộ môn sân khấu ca kịch Huế và làm phó đoàn ca kịch Huế.
Năm 1984, bà là nghệ sĩ đầu tiên ở Thừa Thiên Huế được Nhà nước phong tặng danh hiệu Nghệ sĩ Ưu tú.
Ngày 2-5, NSND Ngọc Bình - giám đốc Nhà hát nghệ thuật ca kịch Huế - cho biết NSƯT Mộng Điệp trở bệnh nặng và đang trong giai đoạn nguy kịch. 12 giờ 30 trưa ngày 6 tháng 5 năm 2014, bà trút hơi thở cuối cùng, hưởng thọ 96 tuổi.